# Konrad Wasielewski
Konrad Henryk Wasielewski (født 19. december 1984 i Stettin) er en polsk tidligere roer og olympisk guldvinder.
Wasielewskis første store internationale resultat kom, da han var med til at vinde VM-bronze for U/23 i dobbeltfireren i 2003.
I 2005 fik den polske dobbeltfirer succes og vandt verdensmesterskabet med en besætning bestående af Michał Jeliński, Marek Kolbowicz og Adam Korol ud over Wasielewski. Denne præstation blev gentaget de to følgende år.
Polakkerne var derfor klare favoritter ved OL 2008 i Beijing og vandt da også deres indledende heat og semifinale sikkert, selv om deres tider ikke var imponerende. I finalen gav Jeliński og resten af holdet sig dog fuldt ud og vandt med et forspring på mere end to sekunder til Italien, der fik sølv, men Frankrig fik bronze.
Den polske kvartet vandt derpå endnu en VM-guldmedalje i 2009 samt EM-guld i 2010, men i 2011, hvor Korol ikke længere var med i båden, sluttede polakkerne for første gang i lang tid uden for medaljerækken, da de blev nummer fire ved VM, og ved EM senere samme år blev det til en bronzemedalje; her var Wasielewski eneste tilbageværende af OL-guldvinderne fra 2008. Ved OL 2012 i London var denne besætning igen på plads, men det blev blot til en sjetteplads. Efter EM senere samme år med langt til toppen var Wasielewski med til at vinde en sidste international medalje i dobbeltfireren, da det blev til EM-sølv i 2013, men efter endnu et skuffende VM indstillede han sin elitekarriere.

## OL-medaljer
- 2008:  Guld i dobbeltfirer